# Інамбу ошатний
Інамбу ошатний (Eudromia formosa) — вид птахів родини тинамових (Tinamidae).

## Поширення
Вид поширений у регіоні Гран-Чако на півночі Аргентини та у Парагваї. Мешкає в сухих лісах квебрахо та сухих саванах до 500 м над рівнем моря.

## Опис
Птах середнього розміру, завдовжки 39 см. Верхня частина тіла сірувато-чорнувато-коричнева з невеликими розсіяними білими плямами. Нижня частина тіла білуватого кольору. На голові є чорний гребінь. У нього є темна смуга за очима, облямована зверху і знизу білими смугами. Шия довга, тонка і пряма.